# Payara (paroisse civile)
Pour les articles homonymes, voir Payara.
Payara est l'une des quatre divisions territoriales et statistiques dont l'une des trois paroisses civiles de la municipalité de Páez dans l'État de Portuguesa au Venezuela. Sa capitale est Payara.